# Marko Petrić
Marko Petrić (Zagreb, 15. kolovoza 1987.) je hrvatski kazališni i filmski glumac.

## Životopis
Glumu na Umjetničkoj akademiji u Splitu upisao je 2007. godine i magistrirao 2012. godine. Za ulogu Djeteta u predstavi Moje dijete Mikea Bartletta u režiji Nenni Delmestre, premijerno izvedenoj na 55. Splitskom ljetu, osvojio je plaketu Mala Judita i bio nominiran za Nagradu hrvatskog glumišta u kategoriji izuzetnog ostvarenja mladih umjetnika 2010. godine.
U splitskom HNK nastupio je u predstavama Zločin i kazna (u ulozi Razumihina), Hamlet (Horacije), Romeo i Julija (Romeo), Smrt trgovačkog putnika (Ben), a u Kazalištu Playdrama u predstavama Udarac (Marinus) i Marjane, Marjane (Tomo).
Za ulogu Danijela u predstavi Adio, kauboju s 58. Splitskog ljeta 2012. godine osvaja Nagradu hrvatskog glumišta za izuzetno ostvarenje mladog umjetnika do 28 godina.
Bio je gost u emisiji "Kokice" zajedno s kolegom glumcem Karlom Mrkšom u veljači 2019.

## Filmografija

### Televizijske uloge
- "Zabranjena ljubav" kao mladi Mirko (2006.)
- "Zora dubrovačka" kao Lukša (2013.)
- "Vatre ivanjske" kao mladi Petar Kolar (2014.)
- "Winnetous Weiber" kao Alejandro (2014.)
- "Prava žena" kao velečasni Viktor (2016. – 2017.)
- "Čista ljubav kao Vlado Lončar (2017. – 2018.)
- "I godina nova 2018." kao Vlado Lončar (2017.)
- "Počivali u miru" kao Časlav Koretić (2018.)
- "Drugo ime ljubavi" kao Filip Svetić (2019. – 2020.)
- "Sjenke nad Balkanom" kao Dido Kvaternik (2019.)
- "Kumovi" kao konobar Roko (2022.)
- "San snova" kao Zvonimir Herman (2023.)

Mrkomir Prvi kao lipotanomir 2023.

### Filmske uloge
- "Šesti autobus" kao Josip (2022.)
- "Predstava" kao Domagoj (2010.)
- "Kvart" kao Tin (2011.)
- "Sonja i bik" kao Stipe (2012.)
- "Planina" kao Sven (2013.)
- "Rastanak" (2013.)
- "Winnetouove žene" kao kauboj Alejandro (2014.)
- "Za ona dobra stara vremena" kao Hrvoje (2018.)

### Sinkronizacija
- "Cvrčak i Mravica" kao Ket (2023.)
- "Gospodarica zla 2" kao princ Filip (2019.)
- "DC Liga Super-ljubimaca" kao Flash (2022.)
- "Mavka: Čuvarica šume" kao Lukas (2023.)